# TET
TET (ukr. ТЕТ) – ukraiński prywatny kanał telewizyjny, uruchomiony w 1992 roku, który przeznaczony przeważnie dla młodzieży. To jest pierwszy rozrywkowy kanał na Ukrainie bez tematyki politycznej. Właścicielem tej stacji jest 1+1 media. Kanał jest udostępniony przez telewizję naziemną w formacie 16:9, kablową, satelitarną - w wersji SD 576i oraz cyfrową telewizję naziemną (DVB-T2) - w multipleksie MUX-2.